# Nossa Senhora da Graça do Divor
Nossa Senhora da Graça do Divor es una freguesia portuguesa del concelho de Évora, con 84,14 km² de superficie y 486 habitantes (2011).  Su densidad de población es de 5,8 hab/km².
Atravesada por el arroyo Ribeira do Divor, del que toma el nombre, y con categoría de freguesia autónoma desde 1556, en el patrimonio histórico-artístico de Nossa Senhora da Graça destacan dos monumentos megalíticos: el dolmen (anta, en portugués) de Silvados y, sobre todo, el crómlech de Portela de Mogos (o de Modos), compuesto de cerca de 40 menhires colocados verticalmente a lo largo y en el interior de una elipse irregular de 15 x 12 metros, algunos de los cuales presentan decoraciones grabadas con motivos solares y lunares.
Destaca asimismo la iglesia parroquial cuya advocación  da nombre a la freguesia, construida en la primera mitad del siglo XVII sobre otra anterior y en la que sobresalen el pórtico (galilé) manierista en mármol azul y blanco (elemento característico de las iglesias alentejanas), así como un importante conjunto de azulejería barroca.